# ولاية فراه

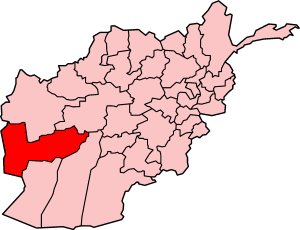
ولاية فراه

ولاية فراه (بالباشتو والفارسية: فراه) من إحدی الولايات الـ 34 بأفغانستان تقع غربي البلاد. يحدها ولاية هرات شمالاً ونيمروز وهلمند جنوباً وغور شرقاً وإيران غرباً. سكانها أكثر من 563,000 نسمة وتبلغ مساحتها 48471 كيلومتر مربع. يشكّل البشتون الأغلبية الساحقة فيها وتعد من الأقاليم المضطربة حيث تنشط عناصر طالبان بكثافة وهي رابع أكبر ولاية من حيث المساحة وذات طقس حار جداً فی الصيف ومعتدل في الشتاء مع تساقط الأمطار وعاصمتها مدينة فـراه.

## الثقافة
يتصف سكان فراه بالشجاعة والعمل الدوؤب ويعشقون الأرض والمال وفيها الكثير من لحوم القضيض وتعمها ظاهرة تعدد الزوجات لا سيما بين الأوساط الأقل ثقافة ودراسة.
يتحدث معظم سكانها لغة الباشتو بالإضافة إلی الفارسية.
يهيمن عليها نظام اجتماعي يرأس فيه الوالدُ العائلةَ في حين يتم تكريم معظم رؤساء العشائر بحفاوة. يفتخر أهل فراه بالكبرياء الأسري ويحافظون عليه طوال حياتهم.

## الوضع الأمني
تعد محافظة فراه من المناطق الساخنة فيما يتعلق الأمر بالحروب والاشتباكات شبه اليومية التي تدور رحاها بين العناصر الموالية لطالبان وقوات التحالف بزعامة الولايات المتحدة الأمريكية. تنقل الصحافة العالمية أخباراً تفيد بسقوط عدد من بلدات الإقليم من حين لآخر كمديريتي بكواه وكُلستان. تدير قوات الناتو والجيش الأمريكي فريق إعادة إعمار الإقليم وسط المدينة. تم تعبيد شوارع فراه عام 2005 بمساعدة المجتمع الدولي وشركات البناء العالمية مثل لويس برجر LBG.
النظام الدراسي ومناهج التعليم تحسّنت كثيراً بفضل مساعي الأمم المتحدة والمجتمع الدولي وتم حشد كميات كبيرة من الأسلحة المحظورة ضمن برنامج نزع الأسلحة التابع للأمم المتحدة في الإقليم ودمرتها السلطات المحلية أمام وفود المنظمة.

## المديريات
مدينة فراه، بكواه، كُلستان، أنار درة، بالا بلوك، خاك سفيد، لاش جوين، قلعة كاه، بُرشمن، بُشت رود وشيب كوه.

## أعلام
- ملالي جويا